# Alvoroço Filmes
Alvoroço Filmes é uma empresa produtora de cinema independente brasileira, com sede na cidade de Alvorada, estado do Rio Grande do Sul. Foi fundada por Evandro Berlesi em abril de 2008.

## História
A empresa teve suas origens com a realização do projeto Alvoroço em Alvorada. No mesmo ano, foi lançado o longa-metragem Dá 1 Tempo!, intitulado o primeiro filme de longa metragem inteiramente produzido na cidade de Alvorada, contando com equipe técnica, elenco e trilha sonora local. No mesmo ano, a Alvoroço Filmes tornou-se uma produtora independente, contando com dois sócios: o roteirista e cineasta Evandro Berlesi e o produtor Rodrigo Castelhano.
Em 2009, com o sucesso do primeiro longa-metragem, a Alvoroço Filmes desenvolveu o projeto Alvoroço nas Escolas, em parceria com a Prefeitura de Alvorada. O projeto consistiu na realização de oficinas de cinema e produção de filmes de curta-metragem com estudantes da rede pública municipal de ensino. No mesmo ano, a produtora começou a produção de Eu Odeio o Orkut, seu segundo longa-metragem, que contou com a participação especial de Luana Piovani. Em 2011, Rodrigo Castelhano deixou a sociedade.
Atualmente, a produtora ainda continua produzindo filmes independentes de baixo orçamento em Alvorada e em outras cidades da região metropolitana de Porto Alegre, contando com a participação de artistas locais. Em 27 de julho de 2018, a empresa comemorou seus 10 anos de fundação com uma festa e shows de bandas locais da cidade, realizado na Praça João Goulart, em Alvorada.

## Financiamento
Até o momento, nenhuma produção foi financiada por mecanismos de renúncia fiscal (como leis de incentivo) ou por agências governamentais (como a Agência Nacional do Cinema). Todos os filmes de longa-metragem produzidos pela Alvoroço Filmes foram financiados através de colaborações e pequenos apoios de financiamentos coletivos via internet, além de contar com patrocínio de empresas locais. 
Esse método de financiamento das produções da Alvoroço Filmes rendeu vários fatos curiosos. Em um deles, a última cena do filme Eu Odeio o Big Bróder é ambientada no Rio de Janeiro e a produção não teve orçamento para comprar as passagens da equipe, o ator da cena, Marcelo Maresia, viajou sozinho levando consigo a câmera do filme e lá pediu para um cinegrafista local, um conhecido de Facebook, registrar as imagens.
Além de Luana Piovani, outros atores consagrados ou famosos já aturam em filmes da produtora. Nelson Freitas, Rogério Morgado e Werner Schunemann em Algo de Errado Não Está Certo. Werner Schunemann, Oscar Simch e Ricardo Macchi em O Maníaco do Facebook, Marcelo Dourado e Danny Gris em Eu Odeio o Big Bróder, Julio Rocha em Eu Odeio o Orkut, Sirmar Antunes em Cidade Dormitório e Jairo Mattos em Dá 1 Tempo! e Eu Odeio o Orkut. Como Alvorada não possui salas de cinema, todos os filmes da Alvoroço Filmes sempre foram lançados diretamente para home video.[carece de fontes?]
Em 2018, Renato Franco, um jovem estudante de São Paulo, visitou a cidade de Alvorada, com o objetivo de conhecer a produtora Alvoroço Filmes, os cenários de suas produções, o elenco e o diretor Evandro Berlesi. A visita também rendeu um documentário de curta metragem.

## Filmografia
Longa-metragem
- Dá 1 Tempo! (2008), direção de Rodrigo Cartelhano e Evandro Berlesi;
- Eu Odeio o Orkut (2011), direção de Rodrigo Cartelhano e Evandro Berlesi;
- Eu Odeio o Big Bróder (2014), direção de Evandro Berlesi;
- O Maníaco do Facebook (2016), direção de Evandro Berlesi;
- Cidade Dormitório (2018), direção de Evandro Berlesi;
- Algo de Errado Não Está Certo (2020), direção de Evandro Berlesi;
- O cara que não aglomerava (2021), direção de Evandro Berlesi; [7]
- Só Termina Quando Acaba (2024), direção de Evandro Berlesi; [8]

Curta-metragem
- 2009 - Tem Gente! (vencedor do Prêmio de Melhor Curta na Mostra Independente de Porto Alegre/RS em 2009)
- 2009 - Achei um Violão
- 2009 - Preserve-se
- 2009 - Tecnicamente Apavorados
- 2012 - Traz Papel! (vencedor do Prêmio de Melhor Curta no 7º Cine Favela/SP)
- 2012 - O Ano do Tsunami
- 2012 - DJ´s do Busão
- 2012 - Quem Vê Bullying Não Vê Coração
- 2012 - A Gangue do Batom

Média-metragem
- 2010 - Vídeo Suicida

Internet
- 2012 – Coisas que Alvorada Desembucha (webserie de 6 episódios)
- 2014 – A Prefeitura (webserie de 4 episódios)
- 2016 – Saporra Show (programa)
- 2018 – O 1º Turista de Alvorada (documentário)
- 2018 – Teddy Bangornaço: O Repórter Fracassado (programa)
- 2022 - Coisas que Alvorada Desembucha - 2ª temporada (webserie de 10 episódios) [9]
- 2022 - Regionália (documentário em 7 episódios) [10]